# Sándor Weöres

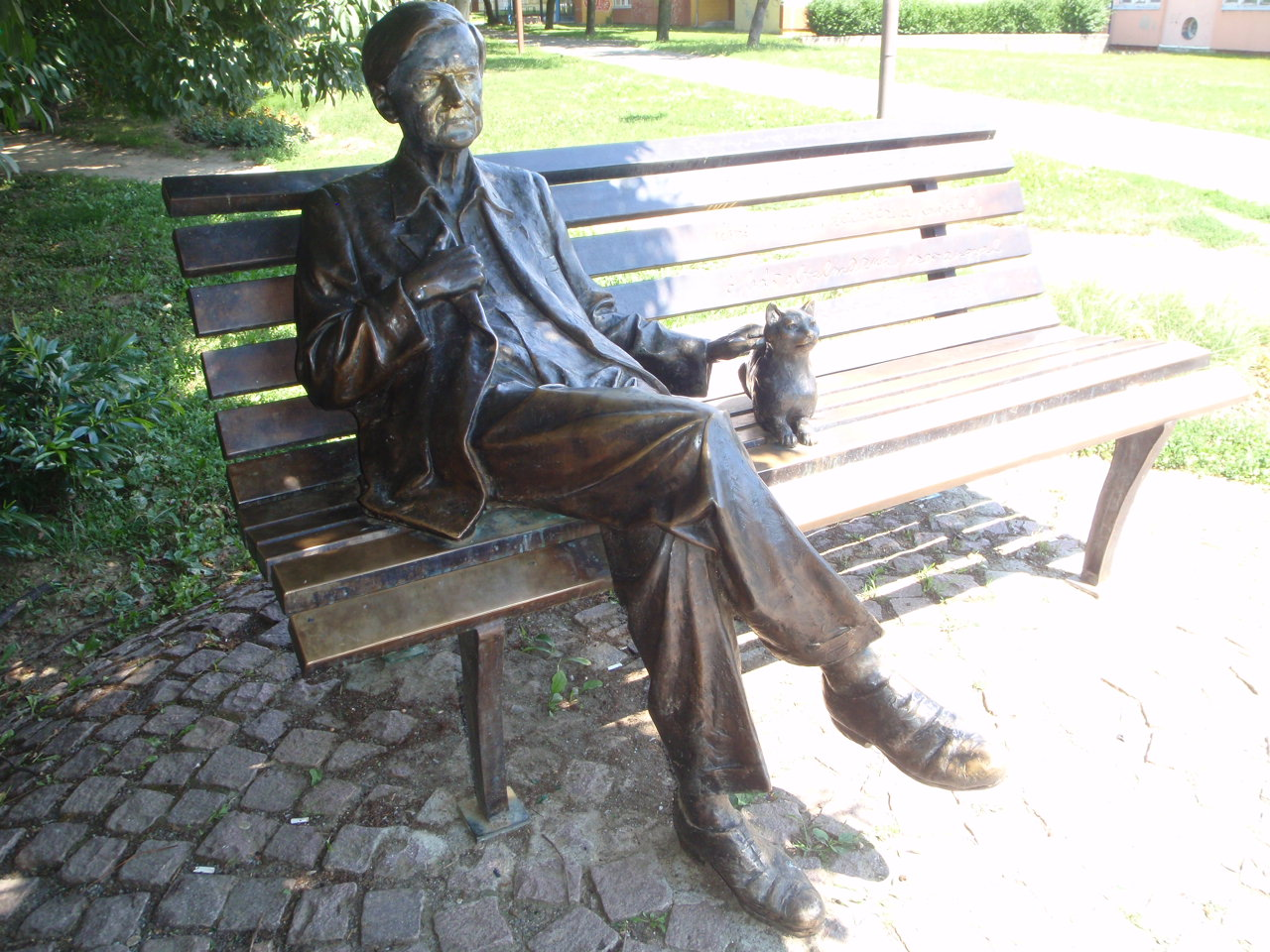
Denkmal von Weöres in Szombathely

Sándor Weöres (Aussprache: [ˈʃaːndor ˈvørøʃ], * 22. Juni 1913 in Szombathely; † 22. Januar 1989 in Budapest) war ein ungarischer Schriftsteller.

## Leben
Seine ersten Gedichte veröffentlichte Weöres 1928, mit 15 Jahren. Ab 1932 erschienen seine Werke unter Herausgabe von Mihály Babits auch in der bedeutenden Literaturzeitschrift Nyugat. Von 1933 bis 1938 studierte er an der Universität Pécs und schloss sein Studium der Philosophie und der Ästhetik mit einer Doktorarbeit mit dem Titel A vers születése (dt. „Die Geburt des Gedichts“) ab. Daraufhin arbeitete er als Bibliothekar und als freier Schriftsteller.

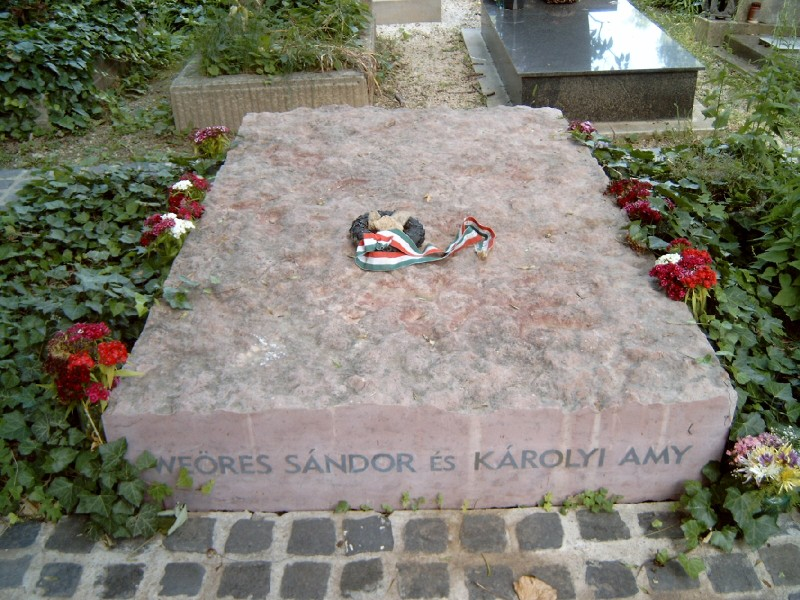
Weöres' Grab in Budapest

Da er den von den staatlichen Autoritäten propagierten Sozialistischen Realismus ablehnte und stattdessen Gedichte mit einer großen Bandbreite in Form und Inhalt schrieb (teils Kindergedichte, teils Lyrik mit einem starken Einfluss östlicher Philosophie und mit einer Hinwendung zum Mythischen und zur Natur), konnte er ab 1949 unter der kommunistischen Regierung nur sehr wenig veröffentlichen, darunter A hallgatás tornya (dt. „Der Turm des Schweigens“) im Jahr 1956. Als 1964 in Paris sein Gedicht Tűzkút (dt. „Feuerbrunnen“) erschien, erhielt Weöres auch in Ungarn Anerkennung und durfte fortan frei publizieren. So erschien etwa mit Psyché 1972 eine Brief- und Gedichtsammlung einer fiktiven Frau des 19. Jahrhunderts. Zudem war er 1977 für die Herausgabe der Lyrikanthologie Három veréb hat szemmel verantwortlich.

## Auszeichnungen
- 1970: Kossuth-Preis
- 1974: Österreichischer Staatspreis für Europäische Literatur

## Werke (Auswahl)
- Hideg van, Lyrik, 1934
- A kő és az ember, Lyrik, 1935
- Meduza, Lyrik, 1944
- A fogok tornáca, Lyrik, 1947
- Bóbita, Lyrik, 1955
- A hallgatás tornya, Lyrik, 1956
- Tűzkút, Lyrik, 1964
- Merülő Saturnus, Lyrik, 1968
- Psyché, Lyrik, 1972
- Priapos, 2001 (posthum, 1950 verfasst)

### Deutsche Übersetzungen
- Der von Ungern. Gedichte und fünf Zeichnungen, Suhrkamp 1969, übersetzt von Barbara Frischmuth und Robert Stauffer
- War mal eine schöne Lade, Kinderbuchverlag 1976, übersetzt von Heinz Kahlau
- Poesiealbum 135, Verlag Neues Leben 1978